# No Strange
No Strange es un grupo de Música psicodélica y Cósmica nacido en los años 80 primero con el nombre No Strani para luego transformarse en No Strange. Los dos músicos que le dieron origen continúan produciendo discos para las compañías discográficas Area Pirata y Psychout Records. Alberto Ezzu (voz, guitarras, teclados, sintetizadores, sitar y varios instrumentos) y Salvatore D'Urso "Ursus" (voz, percusiones varias).

## Discografía

### Demo Tapes
| ànno | tìtulo            | discogràfica         |
| ---- | ----------------- | -------------------- |
| 1983 | Rainbow           | Autoprodotto         |
| 1984 | Lisergic tomahawk | Roller coaster Italy |

### 33 vinyl
| ànno | tìtulo                       | discogràfica                      |
| ---- | ---------------------------- | --------------------------------- |
| 1985 | Trasparenze e suoni          | Toast Records Italy               |
| 1987 | L'Universo                   | Toast Records Italy               |
| 1991 | Flora di Romi                | Toast Records Italy               |
| 2011 | Cristalli Sognanti           | Psychout Rec. Italy               |
| 2014 | Armonia Vivente (doble LP)   | Psychout Rec. Italy               |
| 2015 | Universi e Trasparenze (10") | Psychout Rec. - Area Pirata Italy |
| 2017 | Il Sentiero delle Tartarughe | Psychout Rec. - Area Pirata Italy |
| 2019 | Mutter der Erde              | Psychout Rec. - Area Pirata Italy |
| 2021 | …e continuerò ad esistere    | Psychout Rec. - Area Pirata Italy |
| 2024 | Chiedilo a te stesso         | Psychout Rec. - Area Pirata Italy |

### 45 vinyl
| ànno | tìtulo                        | discogràfica        |
| ---- | ----------------------------- | ------------------- |
| 1986 | White bird/Fiori risplendenti | Toast Records Italy |
| 2025 | No Strani                     | Onde Italiane Italy |

### CD
| ànno | tìtulo | discogràfica                          |
| ---- | --- | ------------------------------------- |
| 1998 | Medusa | Toast Records Italy                   |
| 2011 | Cristalli Sognanti | Area Pirata Italy                     |
| 2014 | Armonia Vivente (doble CD) | Area Pirata Italy                     |
| 2023 | Universi, Sovrapposizioni e Risonanze (double CD with 4 unreleased songs and the 10" Universi e Trasparenze + LP Il Sentiero delle Tartarughe + LP Mutter der Erde) | Area Pirata Italy & Psych-Out Records |

### Compilation en Vinyl
| ànno | tìtulo                                                                     | discogràfica                 |
| ---- | -------------------------------------------------------------------------- | ---------------------------- |
| 1985 | Eighties colours                                                           | Electric Eye Italy           |
| 1987 | What exactly is a joke                                                     | Vinile/Crazy Mennequin Italy |
| 1988 | Oracolo                                                                    | Toast Records Italy          |
| 1993 | Who are them?                                                              | Face Records Italy           |
| 1993 | Apocalisse di diamante                                                     | Toast Records Italy          |
| 2022 | Le Forbici di Manitù & Friends INCREDIBILE?! con il brano "C'è una musica" | Sussidiaria                  |

### Compilation en CD
| ànno | tìtulo                                                                     | discogràfica                  |
| ---- | -------------------------------------------------------------------------- | ----------------------------- |
| 2006 | Electric Psychedelic Sitar Headswirlers Vol 9                              | Purple Lantern Usa            |
| 2012 | Welcome Back to the Eighties Colours                                       | Psychout Rec.                 |
| 2012 | HOFMANN'S KALEIDOSCOPE: Expiation of the Psychedelic Hunters Vol. I        | rivista Vincebus Eruptum n°14 |
| 2022 | Le Forbici di Manitù & Friends INCREDIBILE?! con il brano "C'è una musica" | Sussidiaria                   |

### Progetto parallel

#### Alberto Ezzu Lux Vocal and Instrumental Ensemble
| ànno | tìtulo | discogràfica                                  |
| ---- | --- | --------------------------------------------- |
| 2006 | Consonanze armoniche, Ostinati Ritmici e Veri Bordoni Immobili                                                      | Cooperativa Primainsieme Italy                |
| 2011 | Consonanze armoniche, Ostinati Ritmici e Veri Bordoni Immobili (doble LP)                                           | Psychout Rec.                                 |
| 2013 | CD Il Fuoco del 6° Armonico sulla Luce della Dominante partendo dalla Madre Fondamentale (con in mente Zarathustra) | Hic Sunt Leones e Arte, Cura e Trasformazione |
| 2017 | CD Le Litanie di Ra                                                                                                 | Hic Sunt Leones                               |
| 2019 | LP L'Uscita delle Anime verso la Luce del Giorno                                                                    | Psychout Rec.                                 |

### AlmaMantra
| Anno | Titolo        | Etichetta       |
| ---- | ------------- | --------------- |
| 2019 | CD AlmaMantra | Hic Sunt Leones |

### Alberto Ezzu
| Anno | Titolo                                             | Etichetta                  |
| ---- | -------------------------------------------------- | -------------------------- |
| 2022 | CD Quaderno delle Poesie Elettroniche Ultraterrene | Rubber Soul Records Torino |
| 2023 | CD SIMONA COLONNA e ALBERTO EZZU: Le Via Dei Canti | Rubber Soul Records Torino |